# 中央军委装备发展部政治工作局
中央军委装备发展部政治工作局，位于北京市西城区，是中央军事委员会装备发展部下属局，负责该部的政治工作。

## 沿革
1998年4月3日，中央军委作出决定，组建中国人民解放军总装备部。1998年4月5日起，中国人民解放军总装备部开始办公。该部下设有中国人民解放军总装备部政治部。
2016年改革前，中国人民解放军总装备部政治部下设有：司法办公室等。
在深化国防和军队改革中，2016年1月撤销中国人民解放军总装备部，组建中央军委装备发展部。中央军委装备发展部设中央军委装备发展部政治工作局。

## 机构设置
- 兵员和文职人员处[5]
- 军务处[5]

……

## 历任领导
中国人民解放军总装备部政治部主任
1. 迟万春 少将（1999年1月—1999年9月）
2. 董万才 少将（1999年9月—2003年12月）
3. 殷方龙 少将（2004年3月—2008年12月）
4. 王家胜 少将（2008年12月—2011年12月）
5. 丁兴农 少将（2012年—2016年）

| 中央军委装备发展部政治工作局主任 1. 汪鸿雁 少将（2016年—2020年） 2. 刘军 少将（2020年—） | 中央军委装备发展部政治工作局副主任 - 董学斌 大校（2016年—） - 杨峰团（2016年—） - 吕新（2016年—） |